# Partis politiques en Andorre
La principauté d'Andorre possède un système multipartiste depuis l'adoption de la Constitution de 1993 qui légalise les partis politiques. Elle dispose de partis présents au niveau national , et de partis existant uniquement au niveau paroissial. Le système électoral au Conseil général favorise cette bipolarité, une partie des conseillers étant élue en fonction de circonscriptions paroissiales et l'autre moitié selon une circonscription nationale.

## Blocs politiques

### Représentation au Conseil général
| Parti | Parti                   | Sièges (2023-2027) |
| ----- | ----------------------- | ------------------ |
|       | Démocrates pour Andorre | 16 / 28            |
|       | Concorde                | 5 / 28             |
|       | Parti social-démocrate  | 3 / 28             |
|       | Andorre en avant        | 3 / 28             |
|       | Action pour Andorre     | 1 / 28             |

## Partis politiques actuels

### Partis nationaux
| Parti | Parti                                                    | Positionnement                                                                                 | Notes                                                                                         |
| ----- | -------------------------------------------------------- | ---------------------------------------------------------------------------------------------- | --------------------------------------------------------------------------------------------- |
|       | Verts d'Andorre                                          | Gauche Écologisme, socialisme, écosocialisme                                                   | Présent aux élections législatives de 2015 dans la Coalition Junts.                           |
|       | Concorde                                                 | Centre gauche à gauche Progressisme, écologisme, euroscepticisme                               | Fondé en 2022.                                                                                |
|       | Parti social-démocrate Partit Socialdemòcrata            | Centre gauche Social-démocratie, europhilie                                                    | Au pouvoir entre 2009 et 2011.                                                                |
|       | Démocratie sociale et progrès Socialdemocràcia i Progrés | Centre gauche Social-démocratie, social-libéralisme, europhilie                                | Scission du Parti social-démocrate. Perd ses sièges au Conseil général en 2019.               |
|       | Citoyens engagés Ciutadans Compromesos                   | Centre gauche à centre Social-libéralisme, écologisme, localisme, libéralisme, euroscepticisme | Initialement une liste indépendante communale.                                                |
|       | Action pour Andorre Acció per Andorra                    | Centre Social-libéralisme, libéralisme, progressisme, europhilie                               | Scission des libéraux d'Andorre.                                                              |
|       | Andorre pour le changement Andorra pel canvi             | Centre Centrisme                                                                               | N'est plus présent aux élections.                                                             |
|       | Libéraux d'Andorre Liberals d'Andorra                    | Centre à centre droit Libéralisme, libéral-conservatisme, europhilie                           | Au pouvoir de 1994 à 2009 et principale composante de la Coalition réformiste de 2009 à 2011. |
|       | Démocrates pour Andorre Demòcrates per Andorra           | Centre à centre droit Centrisme, libéralisme, libéral-conservatisme                            | Fondé en 2011, il succède à la Coalition réformiste.                                          |
|       | Troisième voie Tercara via                               | Centre droit Conservatisme, souverainisme, euroscepticisme                                     | Issue d'une scission des libéraux d'Andorre N'est plus présent aux élections.                 |
|       | Andorre en avant Andorra Endavant                        | Droite Conservatisme, populisme, souverainisme, euroscepticisme,                               | Scission de Troisième voie. Fondé en 2021.                                                    |

### Partis paroissiaux
- Unis pour le progrès, parti communal à Encamp.
- Action communale d'Ordino, parti communal à Ordino.
- Union du peuple, parti communal à Escaldes-Engordany.
- Citoyens engagés, parti communal à La Massana.
- Lauredia en commun, parti communal à Sant Julià de Lòria.
- Coalition d'indépendants pour Andorre-la-Vieille.
- Mouvement Massanenc, parti communal à La Massana.
- Union lauredienne, parti communal à Sant Julià de Lòria.
- Groupe d'union paroissiale des indépendants, parti communal à Ordino.

## Partis politiques disparus
| Parti | Parti                        | Positionnement                         | Notes                 |
| ----- | ---------------------------- | -------------------------------------- | --------------------- |
|       | Centre démocratique andorran | Centre Centrisme Démocratie chrétienne | Dissous en mars 2009. |
|       | Rénovation démocrate         | Centre gauche Social-démocratie        | Dissous en 2011.      |

- Nouveau centre
- Siècle 21
- Coalition pour le Progrès
- Initiative démocratique nationale
- Parti démocratique
- Groupe d'opinion libérale
- Coalition nationale d'Andorre
- Groupe national démocratique
- Nouvelle démocratie
- Union paroissiale d'Ordino
- Parti rénovateur d'Ordino
- Unité et rénovation
- Union, sens commun et progrès